# Académie Tchité FC
Académie Tchité Football Club hay gọi tắt Académie Tchité là một câu lạc bộ bóng đá Burundi đến từ Bujumbura. Hiện tại đội bóng thi đấu ở Giải bóng đá ngoại hạng Burundi, cao nhất của bóng đá Burund. Sân nhà của họ là Prince Louis Rwagasore Stadium với sức chứa 22.000 chỗ ngồi.

## Thành tích
- Cúp bóng đá Burundi

Vô địch: 2013